# Bács-Kiskun
Bács-Kiskun is een comitaat in het zuiden van Hongarije. Het comitaat is qua oppervlakte het grootste van Hongarije. De hoofdstad van Bács-Kiskun is Kecskemét. Het comitaat heeft 438.768 inwoners (2001).

## Geografie
Het comitaat is internationaal bekend voor zijn natuurschoon en het Nationaal Park Kiskunság ligt in Bács-Kiskun.
Aan de overkant van de Donau in het westen liggen de comitaten Baranya, Tolna en Fejér. In het noorden grenst Bács-Kiskun aan het comitaat Pest en in het oosten aan Jász-Nagykun-Szolnok en Csongrád, met als grens de rivier de Tisza. In het zuiden grenst het comitaat aan het Servische Vojvodina.
Bács-Kiskun ligt op de Grote Hongaarse Laagvlakte. Het verschil tussen het hoogste en laagste punt betreft daarom tachtig meter. Er liggen twee noemenswaardige meren binnen de grenzen van het comitaat; die van Szelid en die van Vadkert. In het noorden ligt een groot deel van het Nationaal Park Kiskunság.

## Geschiedenis
Bács-Kiskun is ontstaan na de Tweede Wereldoorlog als fusie van het vooroorlogse comitaat Bács-Bodrog en het zuidelijke deel van Pest-Pilis-Solt-Kiskun.

## Bevolking
Ook al daalt de bevolking wel, in tegenstelling tot andere comitaten in Hongarije, staat het geboortecijfer in de plus.
Bács-Kiskun heeft, qua etniciteit een vrijwel homogene bevolking. Het kent een grote Hongaarse meerderheid, met wat Kroaten en Duitsers rond de plaatsen Hajós en Baja.
Mensen zijn hoofdzakelijk christelijk, behorend tot verschillende groeperingen.

## Transport
De autosnelweg E75/M5, waarvan een groot deel een tolweg is loopt door Bács-Kiskun. De internationale spoorlijn Boedapest-Subotica-Belgrado loopt tevens door Bács-Kiskun heen.

## Járások (districten)
| - Bácsalmás - Baja - Jánoshalma - Kalocsa - Kecskemét - Kiskőrös |  | - Kiskunfélegyháza - Kiskunhalas - Kiskunmajsa - Kunszentmiklós - Tiszakécske |

### Steden met comitaatsrecht
- Kecskemét
- Baja

### Andere steden
(gesorteerd naar bevolkingsomvang, volgens de census van 2001)
| - Kunszentmiklós (9.078)    |  |                         |
| - Kiskunfélegyháza (32.081) |  | - Soltvadkert (7.782)   |
| - Kiskunhalas (29.688)      |  | - Bácsalmás (7.694)     |
| - Kalocsa (18.449)          |  | - Solt (7.063)          |
| - Kiskőrös (15.263)         |  | - Szabadszállás (6.680) |
| - Kiskunmajsa (21.091)      |  | - Izsák (6.187)         |
| - Tiszakécske (11.878)      |  | - Kerekegyháza (6.051)  |
| - Lajosmizse (11.159)       |  | - Tompa (4.899)         |
| - Jánoshalma (9.866)        |  | - Dunavecse (4.249)     |
| - Kecel (9.259)             |  |                         |

### Dorpen
| - Ágasegyháza - Akasztó - Apostag - Bácsbokod - Bácsborsód - Bácsszentgyörgy - Bácsszőlős - Ballószög - Balotaszállás - Bátmonostor - Bátya - Bócsa - Borota - Bugac - Bugacpusztaháza - Császártöltés - Csátalja - Csávoly - Csengőd - Csikéria | - Csólyospálos - Dávod - Drágszél - Dunaegyháza - Dunafalva - Dunapataj - Dunaszentbenedek - Dunatetétlen - Dusnok - Érsekcsanád - Érsekhalma - Fajsz - Felsőlajos - Felsőszentiván - Foktő - Fülöpháza - Fülöpjakab - Fülöpszállás - Gara - Gátér | - Géderlak - Hajós - Harkakötöny - Harta - Helvécia - Hercegszántó - Homokmégy - Imrehegy - Jakabszállás - Jászszentlászló - Kaskantyú - Katonatelep - Katymár - Kelebia - Kéleshalom - Kisszállás - Kömpöc - Kunadacs - Kunbaja - Kunbaracs | - Kunfehértó - Kunpeszér - Kunszállás - Ladánybene - Lakitelek - Madaras - Mátételke - Mélykút - Miske - Móricgát - Nagybaracska - Nemesnádudvar - Nyárlőrinc - Ordas - Öregcsertő - Orgovány - Páhi - Pálmonostora - Petőfiszállás - Pirtó | - Rém - Soltszentimre - Sükösd - Szakmár - Szalkszentmárton - Szank - Szentkirály - Szeremle - Tabdi - Tass - Tataháza - Tázlár - Tiszaalpár - Tiszaug - Újsolt - Újtelek - Uszód - Városföld - Vaskút - Zsana |

## Geboren in Bács-Kiskun
- Zoltán Kodály
- Béla Magyari
- Lázár Mészáros
- Ferenc Móra
- Sándor Petőfi
- Kálmán Tóth